# Forelius heyeri
Forelius heyeri (лат.) — вид муравьёв из подсемейства Dolichoderinae (триба Leptomyrmecini). Обитают в Южной Америке. Обладают фактически суицидальным поведением, когда группа рабочих запечатывает на ночь своё гнездо, оставаясь после этого снаружи и обрекая себя на гибель.

## Описание
Муравьи мелких размеров желтовато-коричневого цвета (около 2 мм). Отличаются от сходных видов следующими признаками: задний край головы полностью прямой; жвала с пятью зубцами и одним зубчиком; скапус усика значительно короче (≤ 0,43 мм), чем у близкого вида F. antarcticus (SL ≥ 0,69 мм), не достигает или едва достигает заднего головного края на длину, меньшую, чем ширина педицеля усика. Переднеспинка с двумя толстыми тёмными прямыми волосками, контрастирующими со светлыми покровами, каждая щетинка выходит из отчётливой ямки.

### Поведение
Отмечено, что Forelius heyeri (=F. pusillus) совершает «упреждающее оборонительное самопожертвование», когда группа муравьёв каждый вечер покидает своё безопасное гнездо, запечатывая песчинками вход снаружи, чтобы защитить оставшихся там обитателей от опасностей (например, других хищных муравьёв). Гнёзда этого вида находятся на открытых пространствах, и закрытие входа делает их ровными и неотличимыми от внешней среды. Снаружи оставалось до 8 муравьёв, которые потом покидали это место в неизвестном направлении. На следующее утро ни один рабочий муравей не был замечен в пределах 3 м от места входа, вскрытие которого всегда происходило изнутри. Муравьи изнутри гнезда немедленно выходили и начинали выбрасывать песок от входа в гнездо, предположительно, чтобы предотвратить его скатывание в туннель внутрь гнезда. Проведённые эксперименты в сочетании с наблюдением, что ни один муравей не был замечен у входа в гнездо, когда они снова открылись утром, дают убедительное доказательство того, что большинство или даже все муравьи, которые закрывали вход снаружи, погибли. Несколько рабочих, приносимых в жертву в день в большой колонии, составляют лишь незначительную долю рабочей силы (численность её неизвестна, но колонии F. heyeri  большие, а у других видов Forelius были обнаружены колонии размером до 100 000 рабочих) и, видимо, это небольшая цена, которую можно заплатить за улучшение защиты всей колонии. Это первый пример упреждающего самопожертвования при защите гнезда. У бразильского муравья Forelius heyeri вход в гнездо закрывается на закате. От одного до восьми рабочих завершают работу снаружи и, делая это, жертвуют своей жизнью.

## Систематика
Таксон был впервые описан в 1902 году швейцарским мирмекологом и психиатром Огюстом Форелем под названием Tapinoma heyeri Forel 1902 из Бразилии. В 1922 году был описан его младший синоним под названием Forelius breviscapus var. pusillus Santschi, 1922, в 2000 году повышен до статуса отдельного вида Forelius pusillus, а его синонимом признан таксон tucumanus. Однако в 2021 году, когда в состав рода Forelius были перенесены два вида рода Tapinoma Foerster, 1850, оказалось, что Forelius pusillus есть синоним вида Forelius heyeri.

## Распространение
Встречаются в Южной Америке: Аргентина, Бразилия, Парагвай, Уругвай.